# Potentilla imerethica
Potentilla imerethica är en rosväxtart som beskrevs av R.I. Gagnidze och M.E. Sokhadze. Potentilla imerethica ingår i Fingerörtssläktet som ingår i familjen rosväxter. Inga underarter finns listade i Catalogue of Life.